# 乳色刺鰕虎魚
乳色刺鰕虎魚（学名：Acanthogobius lactipes）为輻鰭魚綱鱸形目鰕虎魚科刺鰕虎魚屬的鱼类，俗名白鳍虎鱼。分布于俄羅斯、朝鲜、日本以及中国东海、黄海、渤海等海域，為廣鹽性魚類，體長可達9.4公分，可做為食用魚。该物种的模式产地在日本。

## 扩展阅读
維基物種上的相關：乳色刺鰕虎魚